# Kapilvastu (district)

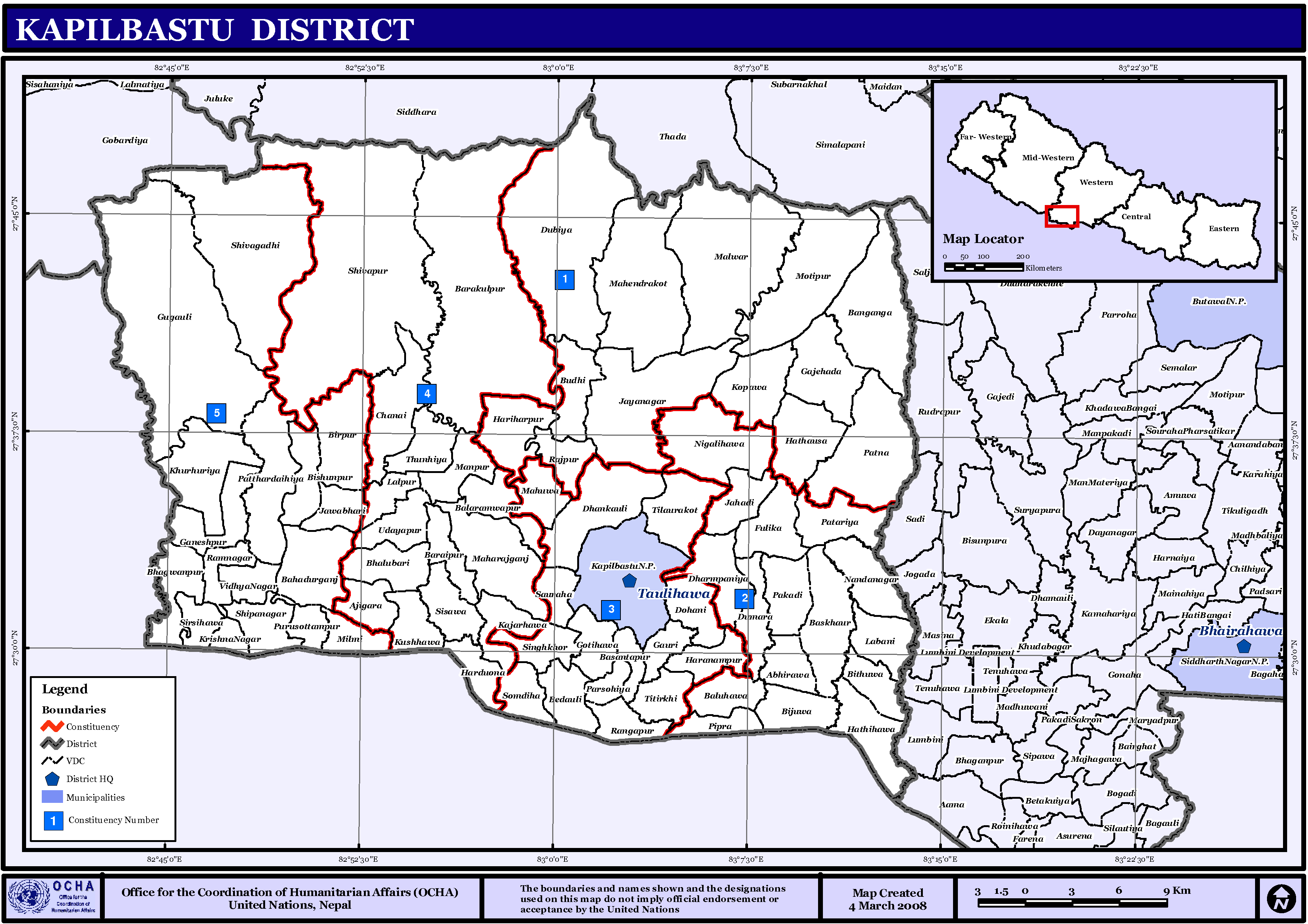
Kaart van Kapilvastu

Kapilvastu of Kapilbastu (Nepalees: कपिलबस्तु) is een van de 75 districten van Nepal. Het district is gelegen in de bestuurlijke zone Lumbini en de hoofdstad is Kapilvastu (stad), vroeger Taulihawa genaamd.

## Stedenendorpscommissies[2][3]
- Stad: Nepalees: nagarpalika of N.P.; Engels: municipality;
- Dorpscommissie: Nepalees: panchayat; Engels: village development committee of VDC.

- Steden (1): Kapilvastu (stad) (vroeger: Taulihawa).
- Dorpscommissies (77): Abhirawa (of: Abhirao), Ajigara, Bahadurganj, Balaramwapur, Baluhawa, Banganga, Baraipur, Barakulpur, Basantapur, Baskhaur (of: Baskhore), Bedauli (of: Baidauli), Bhagwanpur, Bhalubari (of: Bhalwari), Bijuwa, Birpur, Bishunpur, Bithuwa, Budhi (of: Buddhi), Chanai, Dhankauli, Dhrampaniya (of: Dharmpaniya), Dohani, Dubiya, Dumara, Fulika, Gajehada, Ganeshpur, Gauri, Gothihawa (of: Gotihawa), Gugauli, Haranampur (of: Harnampur), Harduona (of: Hardauna), Hariharpur, Hatahusa (of: Hathausa), Jahadi, Jawabhari, Jayanagar, Kajarhawa, Khurhuriya, Kopawa, Krishna Nagar (of: Krishnanagar), Kushhawa, Labani (of: Lawani), Lalpur, Maharajganj, Mahendrakot, Mahuwa, Malwar (of: Bhalwad), Manpur, Milmi (of: Bhilmi), Motipur, Nanda Nagar (of: Nandanagar), Nigalihawa (of: Niglihawa), Pakadi, Parsohiya, Patariya, Pathhardaihiya (of: Pathardaiya), Patna, Pipara, Purusottampur (of: Purushottampur), Rajpur, Ramnagar, Rangapur, Sauraha, Shipanagar (of: Shivanagar), Shivagadhi, Shivapur, Singhkhor (of: Sihokhore), Sirsihawa, Sisawa, Somdiha, Thahihawa (of: Hathihawa), Thunhiya, Tilaurakot, Titirkhi, Udayapur, Vidhya Nagar (of: Vidhyanagar).

Achham · 
Arghakhanchi · 
Baglung · 
Baitadi · 
Bajhang · 
Bajura · 
Banke · 
Bara · 
Bardiya · 
Bhaktapur · 
Bhojpur · 
Chitwan · 
Dadeldhura · 
Dailekh · 
Dang · 
Darchula · 
Dhading · 
Dhankuta · 
Dhanusa · 
Dolkha · 
Dolpa · 
Doti · 
Gorkha · 
Gulmi · 
Humla · 
Ilam · 
Jajarkot · 
Jhapa · 
Jumla · 
Kailali · 
Kalikot · 
Kanchanpur · 
Kapilvastu · 
Kaski · 
Kathmandu · 
Kavrepalanchok · 
Khotang · 
Lalitpur · 
Lamjung · 
Mahottari · 
Makwanpur · 
Manang · 
Morang · 
Mugu · 
Mustang · 
Myagdi · 
Nawalparasi · 
Nuwakot · 
Okhaldhunga · 
Palpa · 
Panchthar · 
Parbat · 
Parsa · 
Pyuthan · 
Ramechhap · 
Rasuwa · 
Rautahat · 
Rolpa · 
Rukum · 
Rupandehi · 
Salyan · 
Sankhuwasabha · 
Saptari · 
Sarlahi · 
Sindhuli · 
Sindhulpalchok · 
Siraha · 
Solukhumbu · 
Sunsari · 
Surkhet · 
Syangja · 
Tanahu · 
Taplejung · 
Terhathum · 
Udayapur